# The Ambitious Guest
The Ambitious Guest ist eine erstmals 1835 erschienene, stark allegorisch getönte Erzählung des amerikanischen Schriftstellers Nathaniel Hawthorne. Es liegen zwei Übersetzungen ins Deutsche vor: Der ruhmsüchtige Fremde (Lore Krüger, 1979) und Der ehrsüchtige Gast (Vera Pagin, 1985).
Angelehnt an ein historisches Ereignis – das Schicksal der Familie Willey, die 1826 bei einem Bergsturz ausgelöscht wurde – erzählt sie die Geschichte eines namenlosen jungen Mannes, der nach unsterblichem Ruhm trachtet, aber bei der Naturkatastrophe mitsamt seiner Gastfamilie ums Leben kommt, ohne eine Spur auf Erden zu hinterlassen. Den meisten Kommentatoren illustriert sie die Binsenweisheit, dass Hochmut vor dem Fall kommt, ohne größere gedankliche Komplikationen, wenn auch äußerlich reizvoll gestaltet. Die für Hawthornes berühmteste Werke typischen Zweifel und vieldeutigen Unschärfen lässt diese recht moralistisch anmutende Erzählung kaum erkennen. Sie zählt daher auch zu seinen seltener gelesenen Kurzgeschichten und hat bislang auch nur wenige Literaturwissenschaftler zu einer eingehenderen Analyse angeregt. Einige erhellen dabei den literatur- und kulturgeschichtlichen Entstehungskontext der Erzählung und thematisieren vor ihrem Hintergrund etwa die Verklärung der bürgerlichen Familie im 19. Jahrhundert oder das Naturverständnis der Romantik. Andere Deutungen setzen sich mit theologischen Aspekten auseinander, insbesondere mit der Frage, ob und wie das Weltbild und Gottesverständnis des Puritanismus, wie in vielen Werken Hawthornes, auch hier fortwirkt.

## Inhalt
Die Handlung trägt sich in einer stürmischen Septembernacht in einem kleinen Gasthaus zu, das eine Familie an einer Passstraße in den „Weißen Bergen“ betreibt. Mutter, Vater, die Kinder sowie die Großmutter drängen sich ums wärmende Kaminfeuer. Gelegentlich schrecken sie durch den Krach herabstürzender Felsbrocken auf. Erfreut vernehmen sie schließlich die Schritte eines nahenden Besuchers. Es ist ein junger Mann von „melancholischem Ausdruck,“ dessen Miene sich jedoch aufhellt, als er herzlich willkommen geheißen wird und seinen Platz in der trauten Kaminrunde einnimmt. Offenherzig spricht er bald von seinen innersten Wünschen: Sein Ziel sei es, etwas Großes zu leisten, für das ihn die Nachwelt bewundern wird. Er nimmt in Kauf, zu Lebzeiten vollkommen unbeachtet zu bleiben, doch will er sich endlich selbst ein „Denkmal geschaffen haben.“ Noch ist es jedoch nicht vollbracht: „Sollte ich morgen vom Erdboden verschwinden, so wüßte niemand so viel von mir wie ihr […] Doch ich kann nicht eher sterben, als ich mein Schicksal erfüllt habe. Dann, Tod, magst du kommen!“
Die siebzehnjährige Tochter spürt in Gegenwart des ehrgeizigen jungen Mannes zwar in sich den „Keim der Liebe“ knospen, widerspricht ihm aber leise: „Es ist besser hier an diesem Feuer zu sitzen und es behaglich zu haben, und zufrieden zu sein, auch wenn niemand an uns denkt.“ Doch Ehrgeiz scheint nun auch die sonst so genügsame Familie ergriffen zu haben: Der Vater bekennt, dass er gerne einen Hof an einem wirtlicheren Ort hätte, die Großmutter wünscht sich immerhin noch, dass ihre Leiche dereinst im Sarg hübsch herausgeputzt werden solle, und selbst die kleinen Kinder „überbieten einander mit wirren Wünschen und kindischen Plänen.“ Der Mutter schwant bei all dem nichts Gutes: „Man sagt, dass es ein Vorzeichen von etwas ist, wenn die Gedanken so umherschweifen.“
Derweil wird der Sturm draußen immer heftiger und nimmt „einen tieferen und trostloseren Ton an,“ ganz „als zöge ein Begräbnis vorbei.“ Schließlich erzittert das ganze Haus, ja „die Grundfesten der Erde schienen zu erbeben,“ und die Familie und der Gast stürzen aus dem Haus, um sich vor dem Felssturz in Sicherheit zu bringen. Die Lawine begräbt sie jedoch unter sich – „ihre Leichen wurden nie gefunden.“ Das Haus aber blieb unversehrt, am nächsten Morgen scheint es, „als seien die Bewohner nur vor die Tür getreten.“ Die Erzählung schließt mit einer Frage: „Wer empfand die Seelenangst im Augenblick des Todes?“

## Werkzusammenhang
The Ambitious Guest erschien erstmals im Juniheft des Jahres 1835 des New-England Magazine und wie alle Werke Hawthornes vor 1837 zunächst anonym, hier aber mit dem Hinweis, sie sei aus der gleichen Feder wie die zuvor in dem Blatt erschienene Erzählung The Gray Champion. 1842 nahm Hawthorne die Geschichte in den zweiten Band seiner Kurzprosasammlung Twice-Told Tales auf und bekannte sich so auch öffentlich zu seiner Autorschaft.

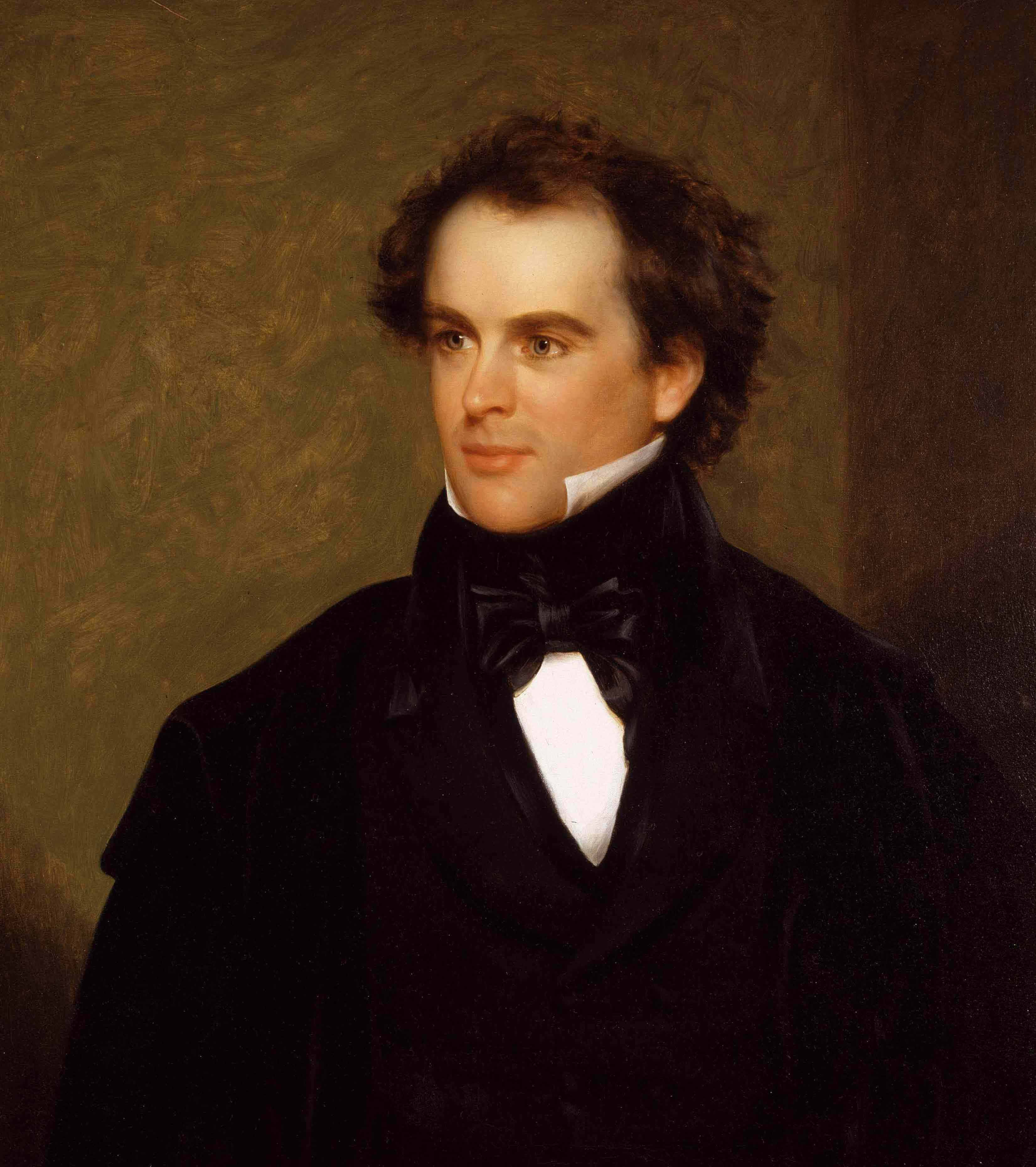
Nathaniel Hawthorne – Gemälde von Charles Osgood, 1840

Ursprünglich war sie aber mit großer Wahrscheinlichkeit Teil eines größeren Werkes, The Story Teller, das er zwischen 1832 und 1834 schrieb, das aber nie in seiner Gesamtheit erschien. Zuvor hatte Hawthorne bereits die beiden Erzählzyklen Seven Tales of My Native Land (1826–1827) und Provincial Tales (um 1828–1830) verfasst, fand aber letztlich keinen Verleger, so dass daraus schließlich nur einige Einzelerzählungen in verschiedenen Publikationen erschienen. Ähnlich erging es dem Story-Teller – die ersten Teile erschienen zwar wie vorgesehen im November und Dezember 1834 im New-England Magazine, doch nachdem die Zeitschrift den Besitzer gewechselt hatte, wurde die Veröffentlichung nicht wie geplant fortgesetzt. Der neue Herausgeber Park Benjamin druckte in den folgenden Monaten nur einige Einzelerzählungen ohne Rücksicht auf die ursprüngliche Chronologie, einige andere verkaufte Hawthorne schließlich an andere Zeitschriften. Zumindest bei The Ambitious Guest kann der ursprüngliche Werkzusammenhang jedoch in großen Teilen rekonstruiert werden.
Beim Story Teller handelt es sich um eine Reihe von Erzählungen, die in eine übergeordnete Rahmenerzählung eingebettet sind. Diese Rahmenkonstruktion findet sich in der Literatur der Romantik häufig; zu Hawthornes Zeiten wirkte dabei insbesondere Goethes Wilhelm Meisters Wanderjahre (1821/1829) gattungsprägend, in der amerikanischen Literatur zuvor schon Washington Irvings Sketch Book (1819–1820). Ich-Erzähler und zugleich Protagonist der Rahmenerzählung des Story Teller ist ein durch Neuengland wandernder Träumer und Geschichtenerzähler namens „Oberon“ (nach der Figur in Shakespeares Sommernachtstraum). Die Handlungsorte vieler Einzelerzählungen des Story Teller lassen sich dabei schlüssig denjenigen einiger Fragmente des Rahmens zuordnen, die Hawthorne später, deklariert als „Skizzen“ (sketches), doch noch veröffentlichte. The Ambitious Guest ist eine der zwei erhaltenen Geschichten, die in den White Mountains angesiedelt sind und wird wahrscheinlich seinen Platz zwischen den Rahmenfragmenten gehabt haben, die Hawthorne als The Notch neben einigen anderen „Skizzen“ im Novemberheft 1835 unter dem Sammeltitel Sketches from Memory veröffentlichte und 1854 als The Notch of the White Mountains auch in die erweiterte Ausgabe seiner Sammlung Mosses from an Old Manse aufnahm.
In The Notch passiert Oberon auf seiner Wanderung durch New Hampshire gerade die engste Stelle des „Notch,“ den Ort des nun berühmten Bergsturzes, wie der „ehrgeizige Gast“ ist er im September unterwegs. The Ambitious Guest wird wohl nach dem zweiten Absatz dieser Skizze (also nach dem Wort Omnipotence) begonnen haben; diese Stelle ist in der Erstpublikation 1835 noch mit fünf Asterisken markiert, die auf einen editorischen Eingriff, also wohl eine Auslassung schließen lassen. Ob Teile der ursprünglichen Rahmenerzählung für die Veröffentlichung von The Notch im New-England Magazine redigiert oder ganz weggelassen wurden, wie es Alfred Weber für die Fortsetzung von The Notch vermutet, lässt sich nicht sagen. Von Belang ist dies, weil The Ambitious Guest und die anderen Binnenerzählungen nicht hermetisch in sich abgeschlossen sind, sondern in vielerlei Hinsicht im Dialog mit der Rahmenhandlung und auch untereinander stehen. So zeigt besonders The Great Carbuncle, die wohl nach einem weiteren Rahmeneinschub als nächste folgende Einzelerzählung, auffällige thematische Überschneidungen zur Geschichte des „ehrsüchtigen Gastes“ und stellt gewissermaßen ihr lebensbejahendes Gegenstück dar. Sie handelt von einem jungen Paar, das wie viele andere Schatzsucher in den Weißen Bergen den „großen Karfunkel“ zu finden hofft, einen sagenumwobenen Edelstein von unermesslichem Wert. Als die beiden sein bedrohlich gleißendes Licht schließlich erblicken, beschließen sie aber, mit leeren Händen nach Hause zurückzukehren und sich in ihr bescheidenes, aber doch glückliches Los zu fügen.

## Deutungen

### Historischer Hintergrund

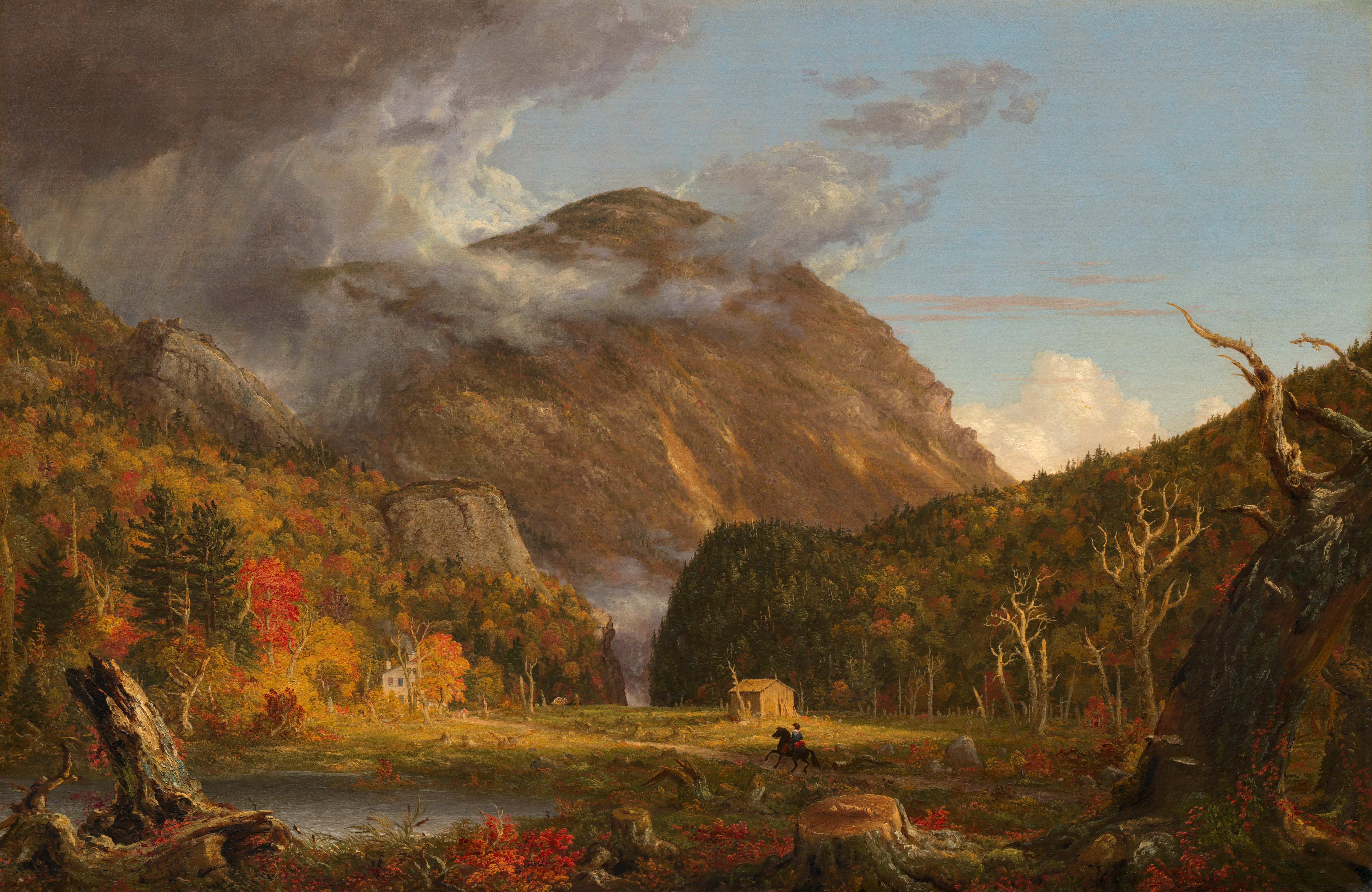
Ansicht des Crawford Notch – Gemälde von Thomas Cole, 1839.
Die abgestorbenen Bäume rundum verdeutlichen die prekäre Lage der menschlichen Behausung in der Gebirgsschlucht.

Hawthornes Erzählung baut auf einem historisch verbürgten Ereignis auf, dem tragischen Schicksal der Familie Willey, die 1826 bei einem Bergsturz ums Leben kam. Samuel Willey hatte für sich und seine Familie ein Haus am Crawford Notch erbaut, einer Gebirgsschlucht, durch die eine Passstraße der „Weißen Berge“ des Bundesstaats New Hampshire führt. Fernab von Nachbarn betrieben sie etwas Landwirtschaft und verdienten sich ein Zubrot, indem sie Übernachtungsgäste aufnahmen. Gegen die an dieser Stelle häufigen Felsstürze glaubten sie gefeit zu sein und hatten eigens einen Schutzraum gebaut, in dem die ganze Familie im Notfall Unterschlupf finden sollte. Als sie in der Nacht des 28. August 1826, aufgeschreckt vom Lärm eines Felssturzes, diesen sicheren Ort zu erreichen suchten, wurden sie von den Geröllmassen erfasst; Samuel Willey, seine Frau Polly, ihre fünf Kinder sowie zwei bei ihnen weilende Tagelöhner starben bei dem Unglück. Das Gasthaus fanden die Rettungsmannschaften indes völlig unversehrt vor – kurz davor hatte sich die Lawine in zwei Ströme geteilt und das Haus verschont.
Das Ereignis löste in ganz Neuengland Betroffenheit aus und wurde noch Jahre danach in erbaulichen Predigten, melodramatischen Gedichten und mehr oder minder sensationslüsternen Zeitungsartikeln wieder und wieder geschildert. Das Haus der Willeys entwickelte sich bald zu einer Touristenattraktion. Hawthorne, der den Ort des Geschehens selbst im September 1832 besuchte, konnte sich beim Verfassen seiner Kurzgeschichte sicher sein, dass sein Publikum die Ereignisse kannte und an die Willeys denken würde, auch wenn er ihren Namen in der Geschichte nicht nennt. Die faktischen Gegebenheiten änderte er in einigen Punkten ab; die Tagelöhner treten bei Hawthorne nicht auf, der namenlose Gast ist hingegen ebenso Hawthornes Erfindung wie die Großmutter. Auch verschweigt er, dass durchaus einige der Leichen geborgen werden konnten.

### Genre, Sujet, Stil
Wie in vielen Erzählungen Hawthornes finden sich auch in The Ambitious Guest deutliche Anklänge an die englische Schauerliteratur (Gothic fiction) des späten 18. und frühen 19. Jahrhunderts, die sich in der amerikanischen Literatur in der „dunklen Romantik“ fortsetzte und die zwischen 1830 und 1860 in den Werken Poes, Melvilles und Hawthornes ihren Höhepunkt erreichte. Dabei ist Hawthorne hier sehr zurückhaltend im Umgang mit dem Übernatürlichen, das allenfalls indirekt in Vergleichen oder in der Einbildung der Protagonisten zum Vorschein kommt. So bemerkt der Gast am Kaminfeuer, der Sturm klinge „wie die Weise eines Chors der Sturmgeister, die zu alten indianischen Zeiten in diesen Bergen hausten;“ für den Erzähler klingt er, „als zöge ein Begräbnis vorüber.“ Ein hervorstechendes Stilmittel, das zur unheimlichen, finsteren Stimmung beiträgt, ist die stete Personifizierung des Berges – so meint der Wirt nach den ersten Erschütterungen: „Der alte Berg hat einen Stein nach uns geworfen […] manchmal nickt er mit dem Kopf und droht herunterzukommen; doch wir sind alte Nachbarn und vertragen uns alles in allem recht gut“. Diese Passage ist zugleich eine von zahlreichen epischen Vorausdeutungen, von denen Hawthorne in dieser Erzählung für den Geschmack nicht weniger Kritiker allzu reichlich Gebrauch macht.
Mit der klassischen Schauerliteratur und vielen zeitgenössischen Werken teilt The Ambitious Guest eine nachgerade morbide Faszination mit der Vergänglichkeit alles Irdischen im Allgemeinen und Ruinen und Gräbern im Besonderen. Das Lesepublikum in Europa wie in Amerika war spätestens seit Napoleons Ägyptischer Expedition nachhaltig vom Untergang ganzer Zivilisationen fasziniert, einer der Bestseller des Jahres 1834 war auch in den Vereinigten Staaten Edward Bulwer-Lyttons Roman The Last Days of Pompeii, der gleichsam schildert, wie eine Naturkatastrophe über eine menschliche Gemeinschaft hereinbricht. Auch in der nach 1820 in den USA intensiv rezipierten deutschen Romantik war die zerstörerische Kraft von Naturgewalten ein häufiges Thema; James E. Devlin etwa weist auf auffällige Parallelen von The Ambitious Guest und Gustav Schwabs Ballade Das Gewitter (1829) hin, in der eine Familie vom Blitz getroffen wird („Sie hören’s nicht, sie sehen’s nicht / Es flammet die Stube wie lauter Licht / Urahne, Großmutter, Mutter und Kind / Vom Strahl miteinander getroffen sind…“). Gerade in The Ambitious Guest verbindet sich so der unterhaltsame Schrecken der Schauerliteratur mit einer überwältigenden Ehrfurcht vor der Größe und Macht der ungebändigten Natur, die besonders in der Romantik grundlegend für die Philosophie und Ästhetik des Erhabenen ist.
Handelte die englische Schauerliteratur von den alten Burgen, Schlössern und Klöstern des feudalen Europa, so griff Hawthorne mit der Willey-Tragödie einen amerikanischen Stoff auf und siedelte die Handlung in einer seinen Lesern vertrauten und greifbaren Erfahrungswelt an. Literaturgeschichtlich folgte er hierin insbesondere dem Beispiel Washington Irvings, der in Rip Van Winkle und The Legend of Sleepy Hollow (1819–1820) europäische Sagenstoffe auf Schauplätze in New York verlegte und mit Ereignissen der amerikanischen Geschichte verknüpfte, um auch als amerikanischer Schriftsteller nicht auf romantische Schwelgereien in vergangenen Welten verzichten zu müssen. Hawthorne leistete mit seinen hier angesiedelten Kurzgeschichten (neben The Ambitious Guest und The Great Carbuncle außerdem die 1850 erschienene Erzählung The Great Stone Face) für die White Mountains, was Irving zuvor für die Catskills geschafft hatte: die geschichtslose Wildnis in eine „storied landscape“ zu verwandeln, eine kulturell begriffene, menschlich gestaltete und imaginierte Landschaft. Hawthorne fand sein Material für die berühmtesten seiner Erzählungen und Romane schließlich in der puritanischen Kolonialzeit Neuenglands (insbesondere der Massachusetts’), doch auch die Willey-Tragödie, die sich nur wenige Jahre zuvor ereignet hatte, barg für ihn alle Qualitäten einer altehrwürdigen Legende. So heißt es gegen Ende der Erzählung:
| | |
| „Who has not heard their name? The story has been told far and wide, and will forever be a legend of these mountains. Poets have sung their fate.“ | „Wer kennt ihre Namen nicht? Die Geschichte ist nah und fern erzählt worden und wird immer eine Sage dieser Berge bleiben. Dichter haben ihr Schicksal besungen.“ |

The Ambitious Guest kann mithin nicht nur als romantische, sondern speziell als nationalromantische Erzählung gelesen werden, als ein Beitrag bei dem Vorhaben, eine spezifisch amerikanische, von der englischen verschiedene Nationalliteratur zu etablieren.

### Erzählsituation
Rebecca Harshman Belcher liest die Geschichte als exemplarische Umsetzung des Fiktionsverständnisses, das Hawthorne später in den Vorworten zu seinen Romanen The Scarlet Letter (1850) und The House of the Seven Gables (1851) formulierte. Hawthorne unterschied darin den eigentlichen Roman (novel) von seinen eigenen Werken, die er der Gattung der romance zurechnet. Der Autor bittet sich darin in einer berühmten Formulierung eine „gewisse Freiheit“ (a certain latitude) aus, die strengen Grenzen der Wahrhaftigkeit und Wahrscheinlichkeit, die der Roman und die Geschichtsschreibung einhalten müssen, zu überschreiten, um den Leser so näher zur „Wahrheit des Herzens“ zu führen. Augenfällig ist diese Grenzüberschreitung bei The Ambitious Guest allein schon, da der Erzähler ein Ereignis schildert, das keiner der Beteiligten überlebt hat, von dessen Ablauf also niemand wissen kann. In der unsteten Erzählhaltung und -perspektive erkennt Belcher die technische Umsetzung von Hawthornes romantischer Poetologie. Scheint es zunächst, als habe die Geschichte einen „herkömmlichen,“ allwissenden auktorialen Erzähler, so machen sich im weiteren Verlauf schleichende Wechsel der diegetischen Ebene bemerkbar. Zuletzt werden die Träume und Gedanken des jungen Mannes aus einer personalen Perspektive geschildert, die nachgerade modernistisch erscheint. An verschiedenen Stellen verlässt der Erzähler zudem seine neutrale Position und kommentiert das Geschehen – Belcher weist darauf hin, dass viele dieser Einwürfe als Fragen an den Leser formuliert sind. Die Erzählung erscheint ihr so als ausnehmend offener Text, der vieles im Unklaren lässt, den Leser zur Teilnahme und Interpretation nicht nur ermuntert, sondern zwingt.
Es ist unsicher, ob Oberon, der Protagonist und Ich-Erzähler der Rahmenerzählung des Story Teller, identisch mit der Erzählerfigur des The Ambitious Guest ist, weil ungeklärt ist, ob die erhaltenen Rahmenteile vollständig sind. Er ist zumindest in Begleitung und zu verschiedenen Anlässen erzählt er seinen Weggefährten Geschichten, lässt sie aber (nach dem Vorbild von Chaucers Canterbury Tales) auch selbst zu Wort kommen. Alfred Weber bemerkt aber, dass Oberon hinsichtlich Reiseroute, Biographie und Gemüt mit dem „ehrgeizigen Gast“ selbst einige auffällige Gemeinsamkeiten hat und sich so das Rahmengeschehen in der Binnenerzählung auf merkwürdige Weise spiegelt. The Ambitious Guest sei im Gesamtzusammenhang des Story Teller eine unheimliche Vorausdeutung auf den frühen Tod Oberons und somit der Erzählerfigur selbst.

### Das Motiv des Ehrgeizes
Der Erzähler selbst gibt eine Vorgabe zur Interpretation, indem er die Geschichte mit einer Frage enden lässt: „Wer empfand die Seelenangst im Augenblick des Todes?“ (Whose was the agony of that death-moment?). Die Antwort auf die Frage scheint offensichtlich, denn sämtliche Ironien richten sich auf den Gast, der nach unsterblichem Ruhm strebt, aber stirbt, ohne jede Spur auf Erden zu hinterlassen:
| | |
| „Woe for the high-souled youth, with his dream of Earthly Immortality! His name and person utterly unknown; his history, his way of life, his plans, a mystery never to be solved, his death and his existence equally a doubt!“ | „Weh dem hochherzigen Jüngling mit seinen Träumen irdischer Unsterblichkeit! Sein Name und seine Person vollkommen unbekannt; seine Geschichte, seine Lebensart, seine Pläne ein Geheimnis, das nie gelüftet werden wird; sein Tod und sein Dasein gleichermaßen zweifelhaft!“ |

So ist The Ambitious Guest oft als recht unzweideutiges Gleichnis, als Allegorie des Ehrgeizes verstanden worden, eine Darstellung menschlicher Anmaßung, auf die unweigerlich eine strafende Nemesis folgt. Dass das Thema des Ehrgeizes und die Gefahr des Scheiterns Hawthorne intensiv beschäftigte, bezeugt nicht nur sein Werk selbst, sondern auch seine Lektüre, die dank der erhaltenen Ausleihregister des Salem Athenæum für die Entstehungszeit der Erzählung nachvollzogen werden kann. Auf dieser Grundlage sind verschiedene Referenztexte vorgeschlagen worden, die auf die Darstellung der Thematik in The Ambitious Guest gewirkt haben mögen: insbesondere William Godwins Roman St. Leon, dessen zunächst hoffnungsfroher Protagonist über die Länge von vier Bände an so recht allem scheitert, obwohl er sowohl den Stein der Weisen als auch ein Lebenselixier besitzt; daneben kommen Mark Aurels „Selbstbetrachtungen“ zur ambitio in Betracht, die Hawthorne 1831 las.
Mehrere Interpreten sehen in der Figur des Gastes ein Musterexemplar des belesenen, aber der Welt entfremdeten Idealisten, den Randall Stewart als prägenden Typus der Erzählungen und Romane Hawthornes schlechthin beschreibt – der Gast stünde somit nicht nur in einer Reihe mit dem Pfarrer Arthur Dimmesdale in The Scarlet Letter, den faustischen Wissenschaftlern etwa in The Birthmark oder Rappacini’s Daughter und vor allem mit den zahlreichen Künstlerfiguren, die sein Werk bevölkern. All ihnen ist gemein, dass sie sich der Abstraktion hingegeben haben und vielleicht ein tieferes Wissen erlangt haben, dafür aber eine schmerzhafte Isolation vom Rest der Menschheit hinnehmen müssen, so wie der junge Gast, der nur bei der Familie rastete, „damit ihn das Gefühl der Einsamkeit nicht vollkommen übermannte.“ Künstler sind in Hawthornes Werk oft unglücklich oder aber Unglücksboten. Oft wird dabei sein zwiespältiges Verhältnis zu seiner eigenen Kunst deutlich; den künstlerischen Schöpfungsakt scheint er bisweilen ebenso als Sünde zu begreifen wie es seine puritanischen Vorfahren taten, als Götzendienst, Eitelkeit und Anmaßung. Gerade die Literatur bringt bei Hawthorne oft eine Art verbotene Erkenntnis ans Licht, die wie im Falle des ehrsüchtigen Gastes oft nicht nur den Leser, sondern gerade auch den Literaten ins Unheil oder zumindest in die Einsamkeit stürzt. So verweist John F. Sears auch darauf, dass sich das Verhältnis zum Ruhm in The Ambitious Guest angesichts der Biographie Hawthorne sehr zwiespältig ausnimmt. Als die Erzählung 1835 erschien, mühte sich Hawthorne bereits seit über zehn Jahren als Schriftsteller, veröffentlichte seine Werke aber noch bis 1837 stets anonym und verhinderte so selbst die Möglichkeit einer literarischen Reputation.

### Häuslichkeit als Gegenentwurf
C. Hobart Edgren und andere Interpreten haben dagegen betont, dass weniger der Gast als vielmehr die Familie im Mittelpunkt der Geschichte steht und vermutete, dass sie mehr als er im Moment ihres Todes die „Seelenangst“ verspürt haben mögen. Die Familie und ihr Heim erscheinen in Hawthornes Erzählung als Sinnbild der Einheit und Harmonie, eine menschliche Gemeinschaft, die Sinn und Seelenfrieden stiftet. Hierin ähnelt The Ambitious Guest vielen früheren Darstellungen, in denen die Willeys geradezu als exemplarische amerikanische Familie dargestellt werden. Die Verklärung des Heims und der Familie nahm gerade gegen Mitte des 19. Jahrhunderts im gesellschaftlichen Diskurs und so auch im zeitgenössischen amerikanischen Schrifttum solche Ausmaße an, dass die Kulturwissenschaft heute von einem „Kult der Häuslichkeit“ (cult of domesticity) spricht; in diesem Kontext liest etwa John F. Sears die Geschichte. War der Rückzug ins Private im Deutschland der Biedermeierzeit auch eine Reaktion auf die politische Stasis und die Machtlosigkeit des Bürgertums, so war die Verklärung der Häuslichkeit im demokratischen Amerika eine Reaktion auf den rasanten gesellschaftlichen Umbruch. Das Heim bot, so der Tenor insbesondere zahlloser Frauenzeitschriften wie Godey’s Lady’s Book, Schutz und Trost vor den Turbulenzen der Politik und dem Wetteifer des wirtschaftlichen Lebens. Diese Vorstellung wird auch bei Hawthorne deutlich:
| | |
| „The family, too, though so kind and hospitable, had that consciousness of unity among themselves, and separation from the world at large, which, in every domestic circle, should still keep a holy place where no stranger may intrude. “ | „Auch die Familie, so herzlich und gastfreundlich sie war, hatte dies Bewußtsein einer Zugehörigkeit untereinander und eines Abgetrenntseins von der Welt als solcher, welches in jedem häuslichen Zirkel immer noch ein heiliges Plätzchen bewahren sollte, in welches kein Fremder eindringen darf.“ |

In dieses „heilige Plätzchen“ dringt der Gast ein und erscheint so mindestens als Vorbote des Unglücks, wenn nicht sogar als sein Verursacher. Mit seiner Ankunft verfinstert sich die Stimmung der Erzählung merklich. Die Familienmitglieder als „Verkörperung des Glücks,“ heiter und fröhlich, kontrastieren merklich mit der Beschreibung des Fremden, der um Einlass bittet, „damit das Gefühl der Einsamkeit ihn nicht gänzlich übermannte.“ Sein hochtrabender, „abstrakter“ Ehrgeiz (high and abstracted ambition) erfasst im Verlauf des Gesprächs nach und nach die sonst so bescheidene Familie. „Ach! sie hatten ihre Sicherheit verlassen und waren geradewegs dem Verderben in den Weg geflüchtet,“ heißt es gegen Ende der Geschichte; wie Edgren bemerkt, nahm das Verderben indes bereits in dem Moment seinen Lauf, als der Gast eintrat. Thomas Friedmann sieht im ehrsüchtigen jungen Mann ein Musterexemplar eines typisch hawthornschen Charakters: des Fremden, der unvermeidlich, wenn auch oft unwillentlich, Zerstörung und Leid mit sich bringt, vergleichbar etwa mit Dominicus Pike in Mr. Higginbotham’s Catastrophe, der Wahrsagerin in The Hollow of the Three Hills oder dem namenlosen Besucher in The Prophetic Pictures. All diese Figuren seien Boten einer zerstörerischen Offenbarung. Im Falle des „ehrsüchtigen Gastes“ ist laut Friedmann ist die verderbliche Erkenntnis, die der Gast mit sich bringt, sexueller Natur. Mehrere Kommentatoren haben darauf aufmerksam gemacht, dass Hawthorne die Tochter der Willeys in seiner Geschichte um fünf Jahre älter machte, um sie für den namenlosen Gast interessant zu machen. Der junge Mann greift im Laufe des Gesprächs nach der Hand dieser „Bergjungfer“ (die darauf heftig errötet), und seine Annäherungsversuche werden von der Familie wohlwollend aufgenommen. „Ist nicht die Verwandtschaft durch ein gleiches Schicksal,“ fragt der Erzähler an einer Stelle, „ein engeres Band als durch die Geburt?“ Der Leser neigt diese Frage zu bejahen, doch macht der Ausgang der Geschichte laut Friedmann klar, dass diese Liebelei nicht nur die „Unschuld“ der Tochter, sondern die Einheit der Familie insgesamt gefährdet. Hinweise auf ihre Auflösung macht er schon auf der semantischen Ebene aus: So weist er darauf hin, dass zu Beginn noch stets von der „Tochter“ die Rede ist, nach dem Eintritt des Gastes hingegen nur noch vom „Mädchen“. Den stets personifizierten Berg könne man psychoanalytisch als strafenden Vater oder auch als Verkörperung des Über-Ichs deuten.
Eine der vielen Ironien der Erzählung ist, dass die Willeys durch ihr Schicksal zur Legende wurden und so auf ihre Art die Unsterblichkeit erlangten, die der namenlose Gast so innig herbeisehnte. John F. Sears wagt eine darüber hinausgehende Interpretation, die die so tragische Geschichte letztlich doch zuversichtlich erscheinen lässt. Der Gast habe, als er von der Familie aufgenommen wurde, einen Ausweg aus seiner selbstgewählten sozialen Isolation gefunden, auch er habe mithin zumindest am Ende seines kurzen Lebens das Glück gefunden, oder gar im christlichen Sinne eine Art Erlösung erfahren.

### Gott und die Welt
Wie viele Erzählungen Hawthornes wirft auch The Ambitious Guest Fragen auf, die nach einer theologischen Antwort zu verlangen scheinen. Eine solche Interpretation wird schon durch die später separat publizierten Passage des Rahmens nahegelegt, die der Erzählung in der ursprünglichen Konzeption des Story Teller unmittelbar vorangeht: Im ersten Teil der entsprechenden Skizze (The Notch of the White Mountains) nähert sich der Erzähler Oberon dem verhängnisvollen Ort des Bergsturzes, und angesichts des Anblicks dieser „symbolischen Szenerie“ meint er die Allmacht zu spüren, wenn auch nicht zu begreifen (‚it is one of those symbolic scenes which lead the mind to the sentiment, though not to the conception, of Omnipotence‘).
Im Mittelpunkt theologischer Deutungen stehen dabei das Problem des Bösen und die Unerklärlichkeit der Vorsehung. Kenneth Walter Cameron vergleicht die Erzählung so etwa mit Thornton Wilders Roman The Bridge of San Luis Rey (1927), der ebenfalls die Frage ergründet, wie und warum „Unschuldige“ Opfer eines Unglückes werden. Dass gerade eine so vorbildliche Familie wie die Willeys zum Opfer eines Unglückes wurde, wirft die Frage auf, ob sie einer göttlichen Strafe anheimgefallen sind. Kaum eine der zeitgenössischen Darstellungen der Willey-Tragödie deutet diese Möglichkeit auch nur an, gleichwohl wurde sie als Wille eines allmächtigen Gottes begriffen, der, wie das Buch Hiob lehrt, angenommen werden muss, wenn er auch unfassbar bleibt. Mentalitäts- und geistesgeschichtlich war Neuengland zu Hawthornes Zeiten noch immer vom Puritanismus der Kolonialzeit geprägt, die auch Schauplatz zahlreicher Erzählungen Hawthornes ist. Charakteristisch für die puritanische Sicht der Welt ist unter anderem eine ausgeprägte Neigung, in natürlichen Phänomenen und weltlichen Ereignissen Hinweise auf den Fortgang der Heilsgeschichte zu sehen, also Zeichen für das Wirken der göttlichen Vorsehung hienieden und in der Gegenwart; die Schwierigkeit, diese mutmaßlichen Zeichen richtig zu deuten, ist wiederum ein wiederkehrendes Thema in Hawthornes Werken.
Direkte biblische Zitate lassen sich in der Erzählung nicht ausmachen, doch sieht John F. Sears in der Beschreibung des Felssturzes Anklänge an die Beschreibung der Sintflut im 1. Buch Mose. Mehrere puritanische Schriften sind als mögliche Quellen für The Ambitious Guest vorgeschlagen worden. Cameron weist insbesondere auf Increase Mathers Essay for the Recording of Illustrious Providences (1684) hin, das Hawthorne zwischen 1827 und 1834 mehrfach aus der Bibliothek des Salem Athenæum entlieh und das sich unter anderem mit der heilsgeschichtlichen Bedeutung von Naturkatastrophen wie Erdbeben, Stürmen und Überschwemmungen befasst. M. L. D’Avanzo glaubt hingegen, dass Jonathan Edwards’ Sinners in the Hands of an Angry God (1741), die berühmteste Predigt des Great Awakening, in Diktion, Struktur und Inhalt die Folie für Hawthornes Erzählung darstellte – die Familie und der Gast würden demnach durchaus von einem zornigen Gott für ihren Hochmut bestraft.
Andere Interpreten sehen in Hawthornes Schilderung der Landschaft der Weißen Berge weniger den strengen Gott des Calvinismus als vielmehr die Ästhetik des Erhabenen am Werk, wobei das Naturverständnis gerade der amerikanischen Romantik (auch des Transzendentalismus) sicher aus beiden diesen Quellen schöpft. Auch in der romantischen Empfindung wohnt der unbändigen Natur eine quasi göttliche Kraft inne, der der Mensch oft rat- und machtlos gegenübersteht. Vollkommen profan fällt hingegen Ian Marshalls ökologische Interpretation der Geschichte aus: Für ihn illustriert sie schlicht die Folgen einer ungünstigen Habitatwahl.

### Ausgaben
In der maßgeblichen Werkausgabe, der Centenary Edition of the Works of Nathaniel Hawthorne (Ohio State University Press, Columbus OH 1962ff.), findet sich The Ambitious Guest im von Fredson Bowers und J. Donald Crowley herausgegebenen Band IX (Twice-Told Tales, 1974). Zahlreiche Sammelbände der Kurzgeschichten Hawthornes enthalten die Erzählung; eine verbreitete, auf der Centenary Edition aufbauende Leseausgabe ist:
- Nathaniel Hawthorne: Tales and Sketches. Herausgegeben von Roy Harvey Pearce. Library of America, New York 1982. ISBN 1-883011-33-7

Ein Digitalisat dieser Edition der Erzählung findet sich auf der Website der Library of America unter 
Es liegen zwei Übersetzungen ins Deutsche vor:
- Der ehrsüchtige Gast. Deutsch von Vera Pagin. In: Nathaniel Hawthorne: Des Pfarrers schwarzer Schleier: Unheimliche Geschichten. Winkler, München 1985, ISBN 3-538-06584-5
- Der ruhmsüchtige Fremde. Deutsch von Lore Krüger. In: Nathaniel Hawthorne: Mr. Higginbothams Verhängnis. Ausgewählte Erzählungen. Hrsg. von Heinz Förster. Insel, Leipzig 1979.

### Sekundärliteratur
- Kenneth Walter Cameron: Genesis of Hawthorne's The Ambitious Guest. Transcendental Books, Hartford CN 1955.
- B. Bernard Cohen: The Sources of Hawthorne’s 'The Ambitious Guest' . In: Boston Public Library Quarterly IV, Oktober 1952. S. 221–4.
- M. L. D’Avanzo: The Ambitious Guest in the Hands of an Angry God. In: English Language Notes 14:1, 1976. S. 38–42.
- James E. Devlin: A German Analogue for 'The Ambitious Guest' . In: American Transcendental Quarterly 17, 1973. S. 71–74.
- Thomas Friedmann: Strangers Kill: A Reading of Hawthorne’s 'The Ambitious Guest' . In: Cuyahoga Review 1:2, 1983. S. 129–140.
- Rebecca Harshman Belcher: Narrative Authority in Hawthorne’s The Ambitious Guest. In: Tennessee Philological Bulletin 45, 2008. S. 17–25.
- C. Hobart Edgren: Hawthorne’s „The Ambitious Guest“: An Interpretation. In: Nineteenth-Century Fiction 10, 1955. S. 151–6.
- Ian Marshall: Reading the Willey Disaster: An Evolutionary Approach to Environmental Aesthetics in Cole's Notch of the White Mountains and Hawthorne's „The Ambitious Guest“. In: The Journal of Ecocriticism 3:2, 2011. S. 1–15.
- Sidney P. Moss: The Mountain God of Hawthorne’s 'The Ambitious Guest' . In: Emerson Society Quarterly 47:2, 1967. S. 74–75.
- Vernon L. Plambeck: Hearth Imagery and the Element of Home in Hawthorne’s 'The Ambitious Guest' . In: Platte Valley Review 9:1, 1981. S. 68–71.
- John F. Sears: Hawthorne’s „The Ambitious Guest“ and the Significance of the Willey Disaster. In: American Literature 54:3, 1982. S. 354–367.
- Alfred Weber: Die Entwicklung der Rahmenerzählungen Nathaniel Hawthornes. Erich Schmidt Verlag, Berlin 1973. ISBN 3-503-00714-8